# ارنست-آگوست کوسترینگ
ارنست-آگوست کوسترینگ (به آلمانی: Ernst August Köstring) (۲۰ ژوئن ۱۸۷۶ - ۲۰ نوامبر ۱۹۵۳) نظامی و دیپلمات آلمانی بود که از ماه اوت سال ۱۹۳۵ به عنوان فرستاده نظامی رایش سوم در شوروی حضور داشت و در انعقاد پیمان مولوتوف-ریبنتروپ نقش داشت.
ترفیع درجات:
- ۲۵ نوامبر ۱۸۹۸: ستوان دوم
- ۱۹۱۰: ستوان یکم
- ----: سروان
- ۱۹۲۲: سرگرد
- ۱ مه ۱۹۲۷: سرهنگ دوم
- ۱ اوت ۱۹۳۰: سرهنگ
- ۱ مارس ۱۹۳۳: سرتیپ
- ۱ اوت ۱۹۳۷: سرلشکر
- ۱ اکتبر ۱۹۴۰: سپهبد (ژنرال سواره‌نظام)